# Microstomus kitt
Microstomus kitt es un pez plano de la familia Pleuronectidae, se le conoce como pez lima, o suela de limón.
Es nativo de los mares poco profundos de Europa en donde vive en fondos rocosos a 200 m de profundidad. Llega a crecer hasta 65 cm de largo y a pesar 3 kg. Es un pez muy popular en la cocina.[cita requerida]

## Identificación
El pez lima es un pez plano ojiderecho, lo que quiere decir que tiene ambos ojos del mismo lado de la cabeza. Tiene una pequeña cabeza, una pequeña boca y una muy suave, y babosa. La parte superior es un color café rojizo, moteado con rosa y naranja, con algunas manchas amarillas y verdes. Un prominente parche naranja es encontrado detrás de la aleta pectoral, y alrededor de la línea curva lateral. La parte inferior es en general blanca. Pese a que puede alcanzar un tamaño de 65 cm, la mayoría de los adultos miden entre 20 y 30 cm. 

#### Denominación errónea
El nombre de suela de limón está equivocado,[cita requerida] ya que este no es una verdadera suela. Ni tampoco tiene sabor a limón. Este nombre provino de la denominación francesa "limande" que significa lima, una herramienta para afilar cuchillas. Esto debido a la textura de la piel que posee este pez.[cita requerida]

## Pesca
La Organización de Conservación Marina determinó que el pez se pesca de manera sustentable. Anualmente se pescan 6 175 Tn de pez lima.[cita requerida]